# Antechinus arktos
Antechinus arktos – endemiczny gatunek myszopodobnych, owadożernych torbaczy z rodziny niełazowatych zamieszkujący tereny leśne położone na dużych wysokościach, występujący w Australii w północno-wschodniej Nowej Południowej Walii i w południowo-wschodniej części stanu Queensland. W okresie godowym samce tego gatunku prowadzą wielogodzinne kopulacje, które doprowadzają zwierzęta do skrajnego wyczerpania, w konsekwencji czego umierają jeszcze przed przyjściem na świat potomstwa. A. arktos został po raz pierwszy opisany w 2014 na łamach czasopisma „Zootaxa”.

## Systematyka
A. arktos zaliczane są do rodzaju Antechinus, lecz przez długi czas były błędnie klasyfikowane jako podgatunek (A. s. mimetes) gatunku Antechinus swainsonii. W 2014 roku zespół naukowców w składzie Andrew M. Baker, Thomas Y. Mutton, Harry B. Hines i Steve Van Dyck z Queensland University of Technology opublikował na łamach czasopisma „Zootaxa” artykuł, w którym wykazał, że istnieją uderzające różnice morfologiczne i genetyczne między badanym zwierzęciem a A. swainsonii i w konsekwencji te myszopodobne torbacze winny zostać uznane za odrębny gatunek.

## Morfologia
A. arktos są małymi torbaczami podobnymi do myszy. Zwierzęta te są bardzo podobne do podgatunków A. swainsonii, jednak ubarwienie A. arktos jest wyraźnie bardziej jaskrawe niż np. A. s. mimetes, którego sierść ma kolor czarno-brązowy lub szaro-brązowy. A. arktos ma futro o stosunkowo długim włosie, wybarwione na kolor pomarańczowo-brązowy, czarne łapy i czarny ogon pokryty krótką sierścią. Sierść pokrywająca całe ciało zwierzęcia jest wyraźnie dłuższa niż u A. s. mimetes. Badania kraniologiczne wykazały, że czaszka A. arktos jest większa i wykazuje wyraźne różnice w stosunku do czaszek wszystkich podgatunków A. swainsonii.

## Rozród
A. arktos jest gatunkiem semelparycznym. Specyfika cyklu rozrodczego A. arktos i spokrewnionych z nim myszoworów polega na tym, że samce tych gatunków odbywają w całym swym życiu tylko jeden akt płciowy. Niedługo później umierają. Takie zachowanie jest znane z życia wielu gatunków owadów czy łososia pacyficznego, ale bardzo rzadko występuje u ssaków.
Młode A. arktos rodzą się w listopadzie. Samce osiągają dojrzałość płciową koło sierpnia następnego roku i ten moment stanowi punkt zwrotny w ich życiu. Instynkt nakazuje im wówczas dążyć za wszelką cenę do odbycia aktu płciowego i doprowadzenia do zapłodnienia u samic, nawet kosztem snu i jedzenia (żywią się owadami). Okres godowy trwa około 2 tygodni, a pojedynczy akt może trwać przez około 12-14 godzin. W okresie intensywnych i długotrwałych kopulacji w ich organizmie gwałtownie wzrasta poziom hormonu stresu, którego stężenie staje się tak wysokie, że całkowicie zaburza pracę układu odpornościowego. Tak ogromny wysiłek powoduje znaczne wyczerpanie organizmu, utratę wielu ważnych białek i niszczy układy immunologiczne zwierząt. Połowa samców nie dożywa jesieni – umierają w ciągu kilku tygodni z wyczerpania, jeszcze przed przyjściem na świat własnego potomstwa. Ekstremalny poziom hormonów prowadzi do dezintegracji tkanek zwierząt i gangreny, są skrajnie wyczerpane i spada z nich futro. Samice mogą przeżyć nawet trzy cykle rozrodcze, ale większość z nich umiera po wydaniu na świat pierwszego miotu. Prawdopodobnie jest to typowy schemat rozrodczy wszystkich Antechinus.
Wcześniejsze teorie zakładały, że zachowanie samców A. arktos mają charakter altruistyczny i pozwalają na pozostawienie większej ilości pożywienia dla potomstwa. Jesienią, kiedy mają miejsce gody, pożywienia zaczyna bowiem brakować. Biolog dr Diana Fisher z University of Queensland twierdzi jednak, że do opisanych zachowań zwierzęta popycha rywalizacja w przekazaniu jak największej puli swoich genów następnemu pokoleniu i giną. Fisher uważa także, że to samice prowokują samców do seksualnej rywalizacji, co może być formą praktycznego sprawdzianu kondycji fizycznej, a tym samym jakości genów potencjalnych ojców.

## Zasięg geograficzny
A. arktos zamieszkują na dużych wysokościach, na terenie kaldery Tweed Volcano w północno-wschodniej Nowej Południowej Walii i w południowo-wschodniej części stanu Queensland. Obszar ten leży na terenie Parku Narodowego Springbrook wchodzącego w skład rezerwatu przyrody
Gondwana Rainforests of Australia wpisanego na listę światowego dziedzictwa UNESCO.